# 聖母子と洗礼者聖ヨハネ (ストロッツィ)
『聖母子と洗礼者聖ヨハネ』（せいぼしとせんれいしゃせいヨハネ、伊: Madonna col Bambino e san Giovanni、英: Madonna and Child with Infant Saint John）は、イタリア・バロック期の画家ベルナルド・ストロッツィが1620-1622年にキャンバス上に油彩で制作した絵画である。聖母マリアが持つ本の上に画家の署名「Presbyter Bernardus Strozzius」が記されている。作品は1874年にマリーア・ブリニョーレ・サーレ・デ・フェラーリによりジェノヴァ市に寄贈され、現在、ストラーダ・ヌオーヴァ美術館群に属すパラッツォ・ロッソに所蔵されている。

## 歴史
この絵画は1748年以降、すでにパラッツォ・ロッソにあり、「非常に冷静なドージェのジョ・フランチェスコ・ブリニョーレ・サーレの宮殿画廊所蔵の絵画」に言及されている。この画廊とは、ドメニコ・ピオーラ (Domenico Piola) のフレスコ画のある「冬の間」のことである。本作はおそらく、非常な芸術愛好家かつ庇護者であったジョ・フランチェスコ2世ブリニョーレ・サーレに購入されたものである。彼は数多くの作品を取得し、一家の絵画コレクションを大いに増大させた。
作品は18世紀にキャンバスの張替えが行われ、1902年にはオルフェオ・オルフェイ (Orfeo Orfei) により修復された。前回の1995年の修復では、作品の本来の状態について興味深い情報がもたらされた。赤外線調査で、果物籠が載っているテーブルは元来、スケッチされた状態の赤い「ホルバイン風」クロスで覆われていたが、幼子イエス・キリストと話す洗礼者ヨハネを照らす光により大きな効果を与えるために暗色の布に差し替えられた。

## 作品
自然なポーズで表現された聖母マリアは右手で頭部を支えており、左手にある本を読むのを中断したところで、目を上げて鑑賞者のほうを見つめている。家庭内の親密な雰囲気は、深紅の衣服の裾から突き出て、縫物籠の上に置かれている裸足などの精緻な細部により強調されている。マリアの衣服は簡素で、彼女の膝の上にある、金糸で縁取られた青い布だけが高価なものである。同様に、幼子イエスと聖ヨハネも簡素な衣服を身に着けており、ヨハネは彼を表す図像に典型的な毛皮を腰に巻いている。
この絵画は、18世紀の批評家フェデリコ・アリゼーリにより、まとまりがなく下品ななものと評された。彼は、ストロッツィの肌の描写におけるキアロスクーロの見事な技術を強調したものの、「高貴ではない表現、下品な顔立ちと仕草」を挙げたのである。絵画は、1914年の「エンポリウム」への貢献でオルランド・グロッソ (Orlando Grosso) により分析された。彼は、絵画をストロッツィの「第二の様式」に含んだが、その様式とはシエーナの画家ピエトロ・ソッリの柔らかな色彩とは隔たったもので、フランドルの画家ルーベンスの色彩的基盤とカラヴァッジョのキアロスクーロによって特徴づけられるものであると定義した。ストロッツィはロンバルディアとトスカーナの画家たちを参照しており、それは暗色の背景と構図の優美さに見て取れる。とりわけ、彼はヴィテルボの画家バルトロメオ・カヴァロッツィの様式に触発されたように思われる。彼は、明らかにカヴァロッツィの『聖母子と洗礼者聖ヨハネ』を参照しているが、ジェノヴァの個人コレクションにはそのカヴァロッツィの作品の複製が2点所蔵されているからである。
この絵画には、当時、ジェノヴァの町に存在した多種多様な影響のすべてが含まれている。すなわち、カラヴァッジョの様式、自然主義、ロンバルディア派的な光の使用の研究、ジェノヴァにあったフランドル絵画に負う純粋な色彩の使用である。本作が好評であったことは、後に制作された複製が多数存在することにより証だてられる。